# 10675 Харламов
10675 Харламов (10675 Kharlamov) — астероїд головного поясу, відкритий 1 листопада 1978 року.
Тіссеранів параметр щодо Юпітера — 3,507.